# Черна гора (планина в България)
Вижте пояснителната страница за други значения на Черна гора.
Черна гора (или Църна гора) е планина в Западна България, във физикогеографската област Краище, област Перник, част от Руйско-Верилската планинска редица. Черна гора е книжовното име на планината, докато името в местните диалекти е Църна гора.
Планината е част от Руйско-Верилската планинска редица. Разположена е между река Струма и десните ѝ притоци Конска (на североизток) и Светля (на запад). На северозапад чрез седловина висока 830 м се свързва с планината Любаш. На североизток полегатите ѝ склоновете постепенно потъват в Брезнишката котловина, а на юг стръмните ѝ склонове достигат до долината на река Струма и Радомирската котловина. На изток Чардакският пролом на Струма я отделя от планината Голо бърдо, а на запад долината на река Светля – от Рудина планина. В тези си граници дължината ѝ от северозапад на югоизток е 25 км, а ширината ѝ – от 2 км на юг до 10 км на север.
Билото на планината е плоско, над което стърчат заоблени, прилични на големи могили върхове. Най-висока точка е връх Тумба (1129,1 м), разположен в централната ѝ част. Други по-високи върхове са: Черногорска Китка (1117,7 м), Гарван (1100,1 м), Градище (Шиляв чукар) (968,8 м), Катински рид (916 м). изградена е от аргилити, пясъчници и мергели. Преобладаващите почви са кафявите и канелените горски. Обрасла е с редки широколистни гори и обширни пасища.
В планината и по нейните склонове са разположени 20 села: Беренде, Борнарево, Габровдол, Гигинци, Ковачевци, Копаница, Косача, Лесковец, Непразненци, Николаево, Ноевци, Планиница, Прибой, Поцърненци, Радибош, Светля, Слатино, Селищен дол, Чепино, Черна гора и Ярджиловци.
През планината и по нейните източни, северни и западни подножия преминават 2 пътя от Държавната пътна мрежа:
- През планината от изток на запад и по долината на река Светля, от град Радомир до село Еловдол, на протежение от 25 км – участък от третокласен път № 603 Радомир – Ковачевци – Еловдол;
- По източното и северното подножие на планината, от град Батановци до село Еловдол, на протежение от 25,2 – участък от третокласен път № 605 Батановци – Еловдол – Калотинци.

В северната и южната част на планината са разположени два православни манастира – Гигинският на север от връх Тумба и Радибошкия на юг при село Радибош.

## Топографска карта
- Лист от карта K-34-58. Мащаб: 1 : 100 000.